# Elena Podzámska
Elena Podzámska (* 7. ledna 1972, Bratislava) je slovenská herečka a dabérka.
V jedenácti letech účinkovala ve filmu Sojky v hlave. Začala navštěvovat dětský divadelní soubor Ludus, kde strávila celé dětství a pubertu. Po absolvování gymnázia šla studovat medicínu, ale po měsíci přestoupila na Vysokou školu múzických umění v Bratislavě, obor herectví. Hostovala v Slovenském národním divadle a v Divadle Andreje Bagara v Nitře, kde jistý čas i působila. Po svatbě s prvním manželem amerického původu odešla do USA, později se vrátila i s manželem do Evropy (Belgie), kde se věnovala modelingu a přípravě promo akcí. Po rozvodu se vrátila na Slovensko, aby se věnovala herectví. Kromě něj je často obsazována v dabingu.

## Filmografie
- 1983 Sojky v hlave
- 1985 Obyčajný deň
- 1992 Eros a Psyché
- 1993 Prvá noc pri mŕtvej
- 1995 Dnes večer hrám ja
- 1996 Jozef Mak
- 2008 Mesto tieňov (epizoda 1x06 "Úmyslné nehody")
- 2008–sou. Panelák
- 2008–2012 Ordinácia v ružovej záhrade
- 2009 Ako som prežil
- 2009 Odsouzené
- 2009 Nebo, peklo… zem
- 2011 Nesmrteľní - Náramok
- 2013 Chlapi neplačú